# Казанский, Михаил Михайлович
Михаи́л Миха́йлович Каза́нский (1915 —1994) — советский военный гидрограф, кандидат физико-математических наук (1953), полковник (1957), участник Великой Отечественной войны, защитник Ленинграда.

## Биография
Родился 27 июня 1915 года[по какому календарю?]. С1936 года учился на факультете географии Ленинградского государственного университета. На базе университета прошел военную подготовку, участвовал в обороне Ленинграда.
В послевоенные годы служил в частях Главного гидрографического управления. В 1949 году досрочно сдал экзамены за весь курс Военно-морской академии и поступил в аспирантуру. С 1953 года занимал должность руководителя кафедры океанографии и морской метеорологии Высшего военно-морского гидрографического училища. В 1957 году получил воинское звание полковника и был приступил к работе в качестве заместителя начальника Атлантической океанографической экспедиции. В период с 1964 по 1970 год осуществлял преподавательскую деятельность в Военно-морской академии.
В 1970 году был уволен в отставку.
Продолжил работу в НИИ Арктики и Антарктики. Позднее вновь работал в частях Гидрографической службы ВМФ. За время научной деятельности написал 22 монографии, 16 книг и 168 научных статей.
Был награждён двумя орденами Отечественной войны 1-й степени, тремя орденами Красной Звезды, медалями. Приказом Главкома ВМФ России имя Казанского было присвоено большому гидрографическому катеру.
Скончался в 1994 году в Петербурге и был погребен на Богословском кладбище.